# Саут Баунд Брук (Њу Џерзи)
Саут Баунд Брук (енгл. South Bound Brook) град је у америчкој савезној држави Њу Џерзи.

## Демографија
По попису из 2010. године број становника је 4.563, што је 71 (1,6%) становника више него 2000. године.
| Група             | 2000.         | 2010.         |
| Белци             | 2.846 (63,4%) | 2.474 (54,2%) |
| Афроамериканци    | 349 (7,8%)    | 461 (10,1%)   |
| Азијати           | 184 (4,1%)    | 280 (6,1%)    |
| Хиспаноамериканци | 1.028 (22,9%) | 1.245 (27,3%) |
| Укупно            | 4.492         | 4.563         |